# Vannella miroides
Vannella miroides – gatunek ameby należący do rodziny  Vannellidae z supergrupy Amoebozoa według klasyfikacji Cavaliera-Smitha.
Gatunek ten jest znany tylko z rysunków wykonanych przez Bovee w 1965 roku.
Forma pełzająca jest kształtu wachlarzowatego albo pólkolistego. Hialoplazma zajmuje więcej niż połowę całkowitej długości pełzaka. Osobnik dorosły osiąga wielkość 25 – 35 μm. Posiada pojedyncze jądro o średnicy 4 – 4,5 μm.
Występuje w wodach słodkich.